# Jane Heal
Barbara Jane Heal (née Kneale, le 21 octobre 1946) est une philosophe britannique et, depuis 2012, professeur émérite de philosophie à l'Université de Cambridge.

## Biographie
Heal est la fille d'un couple de philosophes notables d'Oxford, William Kneale et Martha Kneale. Elle fait ses études à l'Oxford High School for Girls et à New Hall, Cambridge où elle étudie d'abord l'histoire avant de passer à la philosophie (sciences morales) après deux ans. Elle obtient également son doctorat à Cambridge, travaillant sur des problèmes de philosophie du langage. Après deux années d'études postdoctorales aux États-Unis, à Princeton et à Berkeley, elle est  nommée maître de conférences à l'Université de Newcastle.
Après dix ans à Newcastle, elle revient à l'Université de Cambridge comme professeur en 1986. Elle obtient sa chaire personnelle en 1999. La même année, elle devient la première femme présidente du St John's College de Cambridge occupant ce poste du 1er octobre 1999 à 2003.
Elle est élue membre de la British Academy en 1997. Elle est également présidente de la Société aristotélicienne de 2001 à 2002,.
Heal a beaucoup écrit sur la philosophie de l’esprit et du langage. Ses travaux sur la philosophie de l'esprit sont connus sous le nom de « simulation » ou de « co-cognition » : notre compréhension des autres personnes s'obtient, dans la mesure de nos capacités, en nous plaçant intérieurement à leur place, puis en permettant à nos pensées et à nos émotions de se manifester dans une sorte d'expérience imaginative.

## Publications
- Fact and Meaning, 1989
- Mind, Reason and Imagination, 2003